# Stefan Airapetjan
Stefan Airapetjan (Armeens: Ստեֆան Հայրապետյան; Viljandi, 24 december 1997) is een Estische zanger van Armeense komaf. 

## Biografie
Met zijn lied "Hope" won hij Eesti Laul, de Estische preselectie voor het Eurovisiesongfestival. Hierdoor mocht hij Estland vertegenwoordigen op het Eurovisiesongfestival 2022, dat gehouden werd in de Italiaanse stad Turijn. Hij haalde de finale en eindigde daar als dertiende.
In 2020 won Airapetjan de eerste editie van de Estische versie van The Masked Singer.
Niet veel later had hij in zijn thuisland met Liis Lemsalu in 2021 een grote hit, het lied Doomino stond bovenaan de hitlijsten 

## Deelnamen Eesti Laul
| Jaar | Lied                 | Plek |
| ---- | -------------------- | ---- |
| 2018 | Laura (Walk with Me) | 3    |
| 2019 | Without You          | 3    |
| 2020 | By My Side           | 7    |
| 2022 | Hope                 | 1    |

## Discografie

### Album
Hope (2022)

### Singles
Without you (2018)
Better days (2019)
We'll Be Fine (2019)
By My Side (2019)
Oh My God (2020)
Let Me Know (2020)
Doomino (2021) Met Liis Lemsalu
Headlights (2021)
Hope (2021)
Miraaž (2022)
Kiri külmkapi peal / Never let go (2022)
Kiri külmkapi peal 2.0 (2023)
1994: Silvi Vrait · 
1996: Ivo Linna & Maarja-Liis Ilus · 
1997: Maarja-Liis Ilus · 
1998: Koit Toome · 
1999: Evelin Samuel & Camille · 
2000: Ines · 
2001: Tanel Padar, Dave Benton & 2XL · 
2002: Sahlene · 
2003: Ruffus · 
2004: Neiokõsõ · 
2005: Suntribe · 
2006: Sandra Oxenryd · 
2007: Gerli Padar · 
2008: Kreisiraadio · 
2009: Urban Symphony · 
2010: Malcolm Lincoln · 
2011: Getter Jaani · 
2012: Ott Lepland · 
2013: Birgit Õigemeel · 
2014: Tanja · 
2015: Elina Born & Stig Rästa · 
2016: Jüri Pootsmann · 
2017: Koit Toome & Laura · 
2018: Elina Netsjajeva · 
2019: Victor Crone · 
2021: Uku Suviste · 
2022: Stefan · 
2023: Alika · 
2024: 5miinust & Puuluup · 
2025: Tommy Cash